# Criossucção
Criossucção é o processo de congelamento do solo em que a água migra através dos poros para a zona de congelamento (por meio da capilaridade).

Em ambientes periglaciais, este mecanismo é muito significante. É o processo dominante na formação das lentes de gelo.

## Processo
O congelamento prossegue normalmente de cima para baixo da superfície, formando uma camada de gelo perto da superfície, causando o criosolevamento. À medida que cresce, esta camada absorve a água para si (criosucção) a partir de baixo, que congela na parte inferior da camada que está se desenvolvendo. Esse tipo de gelo é chamado de gelo de segregação porque ele separa (segregação) a água do solo - previamente misturados - durante a sua formação. A água é transportada através da criosucção para a camada superior do solo de modo a formar de gelo de segregação, essa importação, é facilitada pelo fato de que a água se expande em 9% após o congelamento, o que gradualmente aumenta a superfície do solo para a formação de gelo de segregação, causando o fenômeno chamado de criosolevamento.